# Wulf Raeck
Wulf Raeck (* 1950) ist ein deutscher Klassischer Archäologe.
Wulf Raeck studierte an der Universität Bonn, der Universität Hamburg sowie der Universität Göttingen Klassische Archäologie, Alte Geschichte, Klassische Philologie und Kunstgeschichte. Er wurde 1980 mit der Arbeit Zum Barbarenbild in der Kunst Athens im 6. und 5. Jahrhundert v. Chr. in Bonn promoviert und war anschließend 1980/81 als Inhaber des Reisestipendiums des Deutschen Archäologischen Instituts im Mittelmeerraum unterwegs. Nach der Rückkehr nach Deutschland wurde Raeck Assistent am Institut für Klassische Archäologie der Universität München. Dort habilitierte er sich 1987 mit der Arbeit Modernisierte Mythen. Zum Umgang der Spätantike mit klassischen Bildthemen und wurde dort Akademischer Rat. 1994 wurde er auf den nach der Wende wieder eingerichteten Lehrstuhl für Klassische Archäologie an die Universität Greifswald berufen. Zwei Jahre später wechselte er auf den Lehrstuhl der Universität Frankfurt.
Von 1972 bis 1975 nahm Raeck an der deutschen Ausgrabung in Pergamon unter der Leitung von Wolfgang Radt teil, wo er bei der Wohnstadtgrabung eingesetzt war. Von 1982 bis 1995 leitete er die archäologischen Ausgrabungen bei der Restaurierung am pergamenischen Trajaneum. Seit 1998 leitet Raeck die Ausgrabungen in Priene, seit 2000 auch offiziell. Hier leitet er die Forschungsprojekte der Deutschen Forschungsgemeinschaft Stadtentwicklung, Wohnverhältnisse und Lebensbedingungen im antiken Priene und Die hellenistische Polis als Lebensform: Priene. Mit Hans-Markus von Kaenel, Rüdiger Krause und Jan-Waalke Meyer gibt er die Frankfurter Archäologischen Schriften heraus, mit Ursula Mandel und Ramazan Özgan die Knidos-Studien. Von 2009 bis 2011 war Raeck Erster Vorsitzender der Mommsen-Gesellschaft, von 2011 bis 2013 war er Zweiter Vorsitzender.

## Schriften
- Zum Barbarenbild in der Kunst Athens im 6. und 5. Jahrhundert v. Chr., Habelt, Bonn 1981 (Habelts Dissertationsdrucke. Reihe Klassische Archäologie, H. 14), ISBN 3-7749-1814-7
- Modernisierte Mythen. Zum Umgang der Spätantike mit klassischen Bildthemen, Steiner, Stuttgart 1992, ISBN 3-515-05858-3
- Herausgeber mit Christoff Neumeister: Rede und Redner. Bewertung und Darstellung in den antiken Kulturen, Bibliopolis, Möhnesee 2000 (Frankfurter Archäologische Schriften, Bd. 1), ISBN 3-933925-07-X
- Herausgeber mit Dirk Steuernagel: Das Gebaute und das Gedachte. Siedlungsform, Architektur und Gesellschaft in prähistorischen und antiken Kulturen, Habelt, Bonn 2012 (Frankfurter Archäologische Schriften, Bd. 21), ISBN 978-3-7749-3816-8